# 牧俊郎
牧 俊郎（まき としろう、1941年〈昭和16年〉3月16日 - ）は、日本の政治家。元熊本県菊池市長（2期）。

## 来歴
早稲田大学商学部卒業。卒業後は医療法人理事となる。1993年のの菊池市長選挙に立候補し、元熊本県議会議員の福村三男を破って初当選する。1997年の市長選挙でも再び立候補した福村を破って再選する。2001年の市長選挙で三度目の立候補をした福村に敗れた。2005年菊池市は菊池郡七城町・旭志村・泗水町と合併し、新たな菊池市が発足。合併後の市長選挙に立候補したが、合併前の市長だった福村に敗れた。